# Lethe gambara
Lethe gambara är en fjärilsart som beskrevs av Hans Fruhstorfer 1911. Lethe gambara ingår i släktet Lethe och familjen praktfjärilar. Inga underarter finns listade i Catalogue of Life.